# Toshihiro Hattori
Toshihiro Hattori (n. Shizuoka, Japón; 23 de septiembre de 1973) es un exfutbolista japonés que se desempeñaba como defensor.

## Clubes
| Club            | País  | Año         |
| --------------- | ----- | ----------- |
| Júbilo Iwata    | Japón | 1994 - 2006 |
| Tokyo Verdy     | Japón | 2007 - 2009 |
| Gainare Tottori | Japón | 2010 - 2011 |
| FC Gifu         | Japón | 2012 - 2013 |

## Estadísticas

### Selección nacional
Fuente:
| Selección de Japón | Selección de Japón | Selección de Japón |
| Año                | Part.              | Goles              |
| ------------------ | ------------------ | ------------------ |
| 1996               | 1                  | 0                  |
| 1997               | 1                  | 0                  |
| 1998               | 5                  | 0                  |
| 1999               | 5                  | 0                  |
| 2000               | 12                 | 1                  |
| 2001               | 11                 | 1                  |
| 2002               | 5                  | 0                  |
| 2003               | 4                  | 0                  |
| Total              | 44                 | 2                  |

#### Participaciones en fases finales
| Torneo                         | Sede                   | Resultado        | Partidos | Goles |
| ------------------------------ | ---------------------- | ---------------- | -------- | ----- |
| Juegos Olímpicos de 1996       | Atlanta                | Primera fase     | 3        | 0     |
| Copa Asiática 1996             | Emiratos Árabes Unidos | Cuartos de final | 0        | 0     |
| Copa Mundial de Fútbol de 1998 | Francia                | Primera fase     | 0        | 0     |
| Copa América 1999              | Paraguay               | Primera fase     | 2        | 0     |
| Copa Asiática 2000             | Líbano                 | Campeón          | 6        | 0     |
| Copa Confederaciones 2001      | Corea del Sur / Japón  | Subcampeón       | 3        | 0     |
| Copa Mundial de Fútbol de 2002 | Corea del Sur / Japón  | Octavos de final | 1        | 0     |
| Copa Confederaciones 2003      | Francia                | Primera fase     | 0        | 0     |